# Thurø

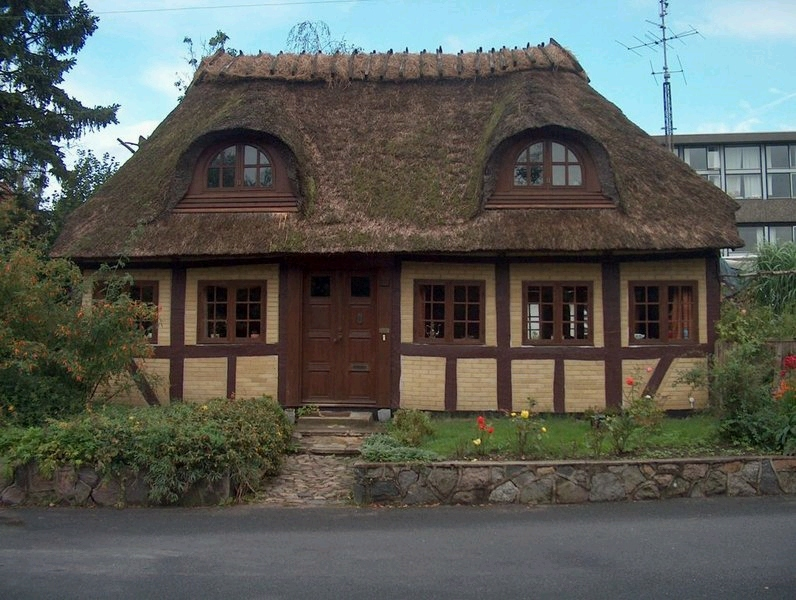
Una casa sull'isola di Thurø

Thurø è un'isola della Danimarca a sud di Fionia. L'isola ha forma di ferro di cavallo e vi abitano circa 2000 persone. Thurø è collegata a Fionia da un piccolo ponte.
Quest'isola è diventata un posto molto popolare per vivere per le sue strade tranquille e per il fatto che si trova poco distante da Svendborg e dalla nuova autostrada per Odense; la maggior parte del personale del Dipartimento di Polizia di Svendborg risiede su Thurø. Ci sono luoghi adatti al campeggio e alcuni alberghi. L'acqua intorno all'isola è molto limpida e vi si trovano parecchi pesci; ci sono svariati porti nell'isola e Thurøbond (l'interno del ferro di cavallo) è un ottimo porto naturale.
Thurø è anche presente nelle leggende della mitologia norrena. Secondo le Gesta Danorum, Helgo, fratello del re danese Ro, giunse sull'isola e violentò una ragazza del luogo, Thora, da cui ebbe una figlia di nome Urse; Helgo giunse molto tempo dopo nuovamente sull'isola e Thora, per vendicarsi, gli mandò Urse che, ignaro, Helgo stuprò. Il figlio generato da Helgo e Urse, Roluo Kraki, fu uno dei re danesi leggendari più noti, tant'è vero che a lui è dedicata una saga, la Hrólfs saga kraka ok kappa hans.